# Публичные призывы к осуществлению террористической деятельности или публичное оправдание терроризма
Публичные призывы к осуществлению террористической деятельности или публичное оправдание терроризма — деяние, являющееся преступным согласно статье 2052 Уголовного кодекса РФ. Помимо призывов к осуществлению действий террористического характера (террористический акт, захват заложника, организация незаконного вооруженного формирования или участие в нём, угон судна воздушного или водного транспорта либо железнодорожного подвижного состава и т. д.) по данной статье наказывается публичное оправдание терроризма, под которым понимается публичное заявление о признании идеологии и практики терроризма правильными, нуждающимися в поддержке и подражании.

## Известные дела
- Дело Бориса Акунина
- Дело Гейдара Джемаля
- Дело Татьяны Лазаревой
- Дело Светланы Прокопьевой
- Дело Хованского
- Дело Янгулбаевых
- Театральное дело (Жени Беркович и Светланы Петрийчук)